# Farida Khanum

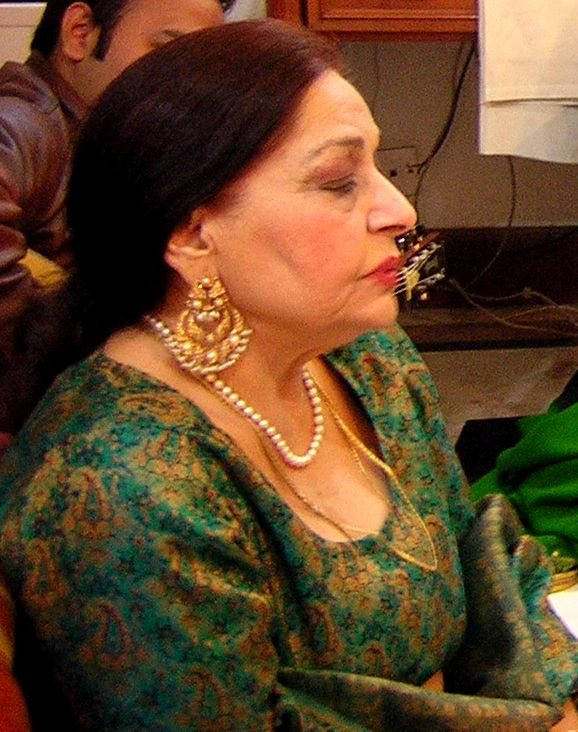
Farida Khanum während einer Probe in ihrem Hotelzimmer im Dezember 2005

Farida Khanum (* 1935 in Kolkata) ist eine pakistanische Ghasel-Sängerin und wird als Königin des Ghasels (Malika-e-Ghazal) bezeichnet.
Khanum wurde zwar in Kolkata geboren. Ihre Familie stammt jedoch aus Amritsar, wo sie aufwuchs und 1947 bei der Teilung Indiens nach Rawalpindi in Pakistan auswanderte. 1950 gab sie ihr erstes Konzert zusammen mit bekannten Sängern wie Zeenat Begum und Iqbal Begum. Nach ihrer Heirat Mitte der 1950er zog sie nach Lahore. Öffentliche Auftritte wurden ihr von ihrem Ehemann untersagt. Erst ab 1964 durfte sie wieder vor Publikum singen.

## Auszeichnungen
- Hilal-e-Imtiaz, Pakistans höchste zivile Auszeichnung[1]
- Ustad Haafiz Ali Khan Award, 2005, Indien[2][3]

## Werke

### Alben
- Aaj jaane ki zid na karo
- Meri Pasand
- Hum bhi to parhe hain rahon mein, 1990